# Byzantinsk græsk
Byzantinsk græsk (ISO639-3: gkm), også kaldet middelaldergræsk, er en sammenfattende betegnelse for alle de former for græsk, som blev talt og skrevet i tiden under det Østromerske Kejserdømme. Det dateres sædvanligvis til at opstå på et tidspunkt mellem det 4. og det 6. århundrede og blive benyttet til midten af det 15. århundrede.
"Byzantinsk græsk" udgør ikke en lingvistisk homogen form for græsk, men et helt spektrum af forskellige varianter inden for den diglossi, som udvikledes i græsk. Det talte hverdagssprog udvikledes sig på grundlag af det tidligere talte koiné og nåede omkring årtusindskiftet et niveau, som på mange måder grammatisk og fonologisk minder om det nuværende nygræsk.
Den skrevne litteratur, som afspejler dette demotiske græske sprog begynder at dukke op omkring år 1100. Side om side med det talte hverdagssprog bibeholdt det meste skrevne græsk bevidst arkæiske former. Disse former kan yderligere underinddeles i forskellige stilistiske registre. De spænder fra en moderat arkæisk stil, som er anvendt i det meste hverdagsagtige skriftsprog, der overvejende er baseret på det skrevne koiné i Bibelen og den tidlige kristne litteratur, og til en stærkt kunstfærdig og lærd stil, som anvendes af skribenter med større litterære ambitioner, hvor de imiterer modellen fra klassisk attisk og derved fortsætter den atticistiske bevægelse fra den sene del af antikken.